# Aluminium-Magnesium-Legierung
Aluminium-Magnesium-Legierungen (AlMg) sind Aluminiumlegierungen – also Legierungen die hauptsächlich aus Aluminium bestehen – die als Hauptlegierungselement Magnesium enthalten. Die meisten genormten Legierungen enthalten noch geringe Zusätze von Mangan (AlMg(Mn)).
Dieser Artikel behandelt nur die reinen AlMg-Legierungen und die AlMg(Mn)-Legierungen, die zu den mittelfesten, naturharten (nicht durch Wärmebehandlung aushärtbaren) Legierungen zählen und in der 5000er Reihe genormt sind. Hier nicht behandelt werden die (durch Wärmebehandlung) aushärtbaren Aluminiumlegierungen mit Magnesium als Hauptlegierungselement:
- Aluminium-Magnesium-Kupfer-Legierungen (AlMgCu)
- Aluminium-Magnesium-Silicium-Legierungen (AlMgSi, 6000er-Reihe)

## Anwendungen und Verarbeitung
Die AlMg-Legierungen zählen zu den bedeutendsten Konstruktionswerkstoffen der Aluminiumlegierungen. Sie lassen sich gut kalt umformen, also durch Walzen und Schmieden bearbeiten und sind gut schweißbar bei Mg-Gehalten von mindestens 3 %. Durch Strangpressen wird AlMg nur selten verarbeitet, da nachträgliche Festigkeitsänderungen bei Strangpressprofilen vermieden werden müssen.
Der Großteil der AlMg-Legierungen wird zu Walzprodukten verarbeitet sowie zu Rohren, Stangen, Drähten und Freiform- oder Gesenkschmiedeteilen. Ein Teil wird auch zu Strangpressprofilen mit einfachen Querschnitten verarbeitet.: S. 102 f.
Wegen der guten Korrosionsbeständigkeit und hohen Festigkeit bei tiefen Temperaturen wird AlMg eingesetzt im Schiffbau, im Apparatebau für chemische Apparate und Rohrleitungen, für die Kältetechnik und Automobile. Die gute Schweißbarkeit ist ausschlaggebend für die Verwendung im Flugzeugbau, dort auch mit Zusätzen an Scandium und Zirkon für bessere Schweißbarkeit.: S. 103

## Löslichkeit von Magnesium und Phasen
Die Löslichkeit von Magnesium ist in Aluminium sehr hoch und erreicht bei 450 °C ein Maximum mit 14 % bis 17 % je nach Literaturangabe. Bei 34,5 % gibt es ein Eutektikum mit Al8Mg5 (manchmal auch als Al3Mg2 bezeichnet), einer intermetallischen Phase ({\displaystyle \beta }-Phase). Die Löslichkeit von Mg nimmt mit fallender Temperatur stark ab: Bei 100 °C beträgt sie noch 2 %, bei Raumtemperatur 0,2 %.
Die Ausscheidung der {\displaystyle \beta }-Phase geschieht bei reinen AlMg-Legierungen nach einem vierstufigen Prozess, bei technisch genutzten Legierungen mit weiteren Legierungselementen und Verunreinigungen ist der Ablauf deutlich komplizierter:: S. 104
- Zunächst werden Cluster gebildet, bei Aluminium als GP-Zonen bezeichnet. Dies sind lokale Anhäufungen von Magnesiumatomen im Aluminiumgitter, die noch keine eigene Phase bilden und auch keine regelmäßige Anordnung besitzen.
- Bildung der kohärenten {\displaystyle \beta ''}-Phase. Deren Kristalle weisen dieselbe räumliche Orientierung auf wie die des Aluminium-Mischkristalls.
- Bildung der teilkohärenten {\displaystyle \beta '}-Phase. Sie ist nur noch teilweise am Gitter des Al-Mischkristalls orientiert.
- Bildung von inkohärenter {\displaystyle \beta }-Phase. Sie weist keine räumliche Orientierung mit dem Al-Mischkristall auf.

Bei technischen Legierungen weicht die Ausscheidung davon aus folgenden Gründen ab:: S. 105
- Geringe Diffusion des Magnesiums im Aluminium
- Für die Bildung der GP-Zonen und {\displaystyle \beta ''}-Phase ist eine hohe Übersättigung von 7 % Mg und mehr erforderlich, die in den meisten Legierungen nicht erreicht wird. In AlMg4,5Mn0,7 wurden auch nach längerem glühen bei Temperaturen bis 250 °C keine GP-Zonen oder {\displaystyle \beta ''}-Phase gefunden, obwohl bereits nach wenigen Tagen {\displaystyle \beta }-Phase vorhanden ist.
- Versetzungen sind keine ausreichenden Keime für die Bildung von {\displaystyle \beta ''}-Phase, {\displaystyle \beta '}-Phase oder {\displaystyle \beta }-Phase. Als Grund wird die geringe Volumendifferenz zwischen diesen Phasen und der Matrix angesehen.

## Gefüge

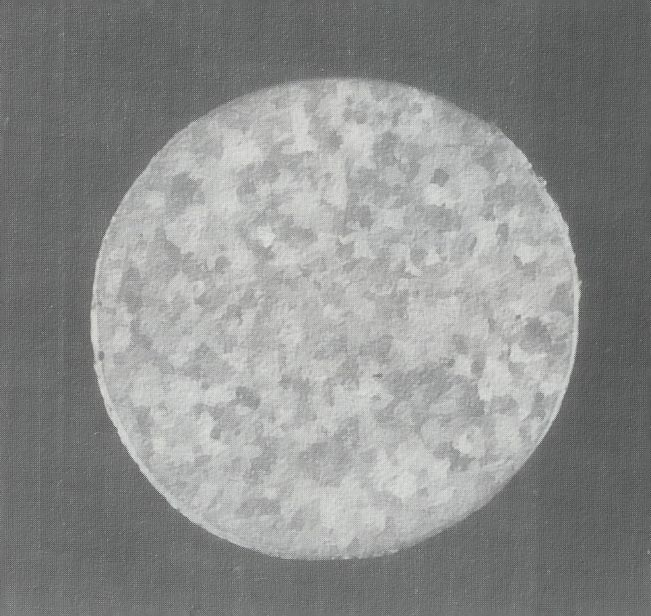
Runder Prüfkörper aus AlMg3, ohne Kornfeinung (2×)

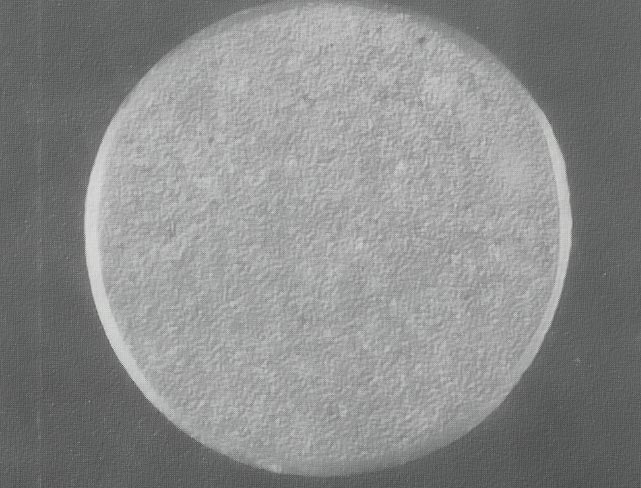
Runder Prüfkörper aus AlMg3, korngefeint

Die Diffusion von Magnesium in Aluminium ist sehr gering. Als Grund gilt der hohe Größenunterschied zwischen dem Radius der Aluminiumatome und demjenigen der Magnesiumatome ({\displaystyle r_{\mathrm {Al} }:r_{\mathrm {Mg} }=1{,}43:1{,}6}).: S. 105 Daher wird nach dem Gießen nur ein Teil des Magnesiums aus dem {\displaystyle \alpha }-Mischkristall ausgeschieden, während der größte Teil als übersättigte Lösung im Aluminium vorliegt. Auch durch längere Glühbehandlung kann dieser Zustand nicht beseitigt werden.
Überschüssiges Magnesium wird vor allem an den Korngrenzen ausgeschieden sowie an Dispersionspartikeln im Korn. Die Geschwindigkeit des Vorgangs hängt ab vom Mg-Gehalt und der Temperatur und nimmt mit beiden zu. An den Korngrenzen scheiden sich zunächst sogenannte Plaques aus, dünne Plättchen die nicht zusammenhängen, also noch keine durchgehende Schicht um das Korn bilden. Bei 70 °C bilden sie sich nach 3 Monaten, bei 100 °C nach 3 Tagen und bei 150 °C bereits nach ein bis neun Stunden. Wenn weitere Zeit bei erhöhter Temperatur vergeht, wachsen die Plaques zu einem zusammenhängenden Film zusammen. Dieser hat negativen Effekt auf die Korrosionsbeständigkeit, kann aber durch eine Wärmebehandlung wieder aufgelöst werden. Geeignet ist Glühen bei 420 °C für eine Stunde mit anschließender langsamer Abkühlung von 20 °C/h oder Anlassglühen bei 200 °C bis 240 °C. Die Plaques der {\displaystyle \beta }-Phase wandeln sich um in zahlreiche kleine Partikel, in der Fachliteratur als „perlschnurartig“ bezeichnet. Sie bilden keinen zusammenhängenden Film mehr.: S. 105

## Zusammensetzung genormter Sorten
Die Zusammensetzungen einiger genormter Sorten sind in folgender Tabelle enthalten. Anteile der Legierungselemente in Massenprozent. Von den erhältlichen Sorten gibt es feine Abstufungen an Mg- und Mn-Gehalten. Mn-freie sind sehr selten. Standardlegierungen sind AlMg3Mn, AlMg4,5Mn0,7, sowie für Karosserien AlMg4,5Mn0,4. Für Knetlegierungen werden Magnesiumgehalte bis 5 % und Mangangehalte bis 1 % genutzt.: Anhang
Für Gusslegierungen sind auch Mg-Gehalte bis 10 % möglich; Gehalte von 7 % und mehr gelten aber als schwer gießbar.
| Numerisch  | Kurzzeichen  | Si   | Fe  | Cu  | Mn      | Mg      | Cr        | Zn   |
| ---------- | ------------ | ---- | --- | --- | ------- | ------- | --------- | ---- |
| EN AW-5005 | -            | 0,3  | 0,7 | 0,2 | 0,2     | 0,5–1,1 | 0,1       | 0,25 |
| EN AW-5052 | AlMg2,5      | 0,25 | 0,4 | 0,1 | 0,1     | 2,2–2,8 | 0,15–0,35 | 0,1  |
| EN AW-5083 | AlMg4,5Mn0,7 | 0,4  | 0,4 | 0,1 | 0,4–1,0 | 4,0–4,9 | 0,05–0,25 | 0,25 |
| EN AW-5454 | AlMg3Mn      | 0,25 | 0,4 | 0,1 | 0,5–1,0 | 2,4–3,0 | 0,05–0,2  | 0,25 |

## Korrosion
Aluminium-Magnesium-Legierungen gelten als sehr korrosionsbeständig, was jedoch nur zutrifft, falls die {\displaystyle \beta }-Phase als nicht-zusammenhängende Phase vorhanden ist. Legierungen mit Mg-Gehalten unter 3 % sind daher immer korrosionsbeständig, bei höheren Gehalten muss durch geeignete Wärmebehandlung dafür gesorgt werden, dass diese Phase nicht als kontinuierlicher Film an den Korngrenzen vorliegt.: S. 103
Die {\displaystyle \beta '}-Phase und die {\displaystyle \beta }-Phase sind gegenüber dem Aluminium sehr unedel und weisen einen anodischen Charakter auf. AlMg neigt daher zu interkristalliner Korrosion falls: S. 106
1. die {\displaystyle \beta }-Phase als kontinuierlicher Film an den Korngrenzen ausgeschieden wird und zugleich
2. sich der Werkstoff in einer aggressiven Umgebung befindet.

Legierungen in Zuständen die für interkristalline Korrosion anfällig sind, werden geglüht bei Temperaturen von 200 °C bis 250 °C mit langsamer Abkühlung (Heterogenisierungsglühung). Dadurch wandelt sich der {\displaystyle \beta }-Phase-Film in globulitische {\displaystyle \beta }-Phase um und der Werkstoff ist resistent gegenüber interkristalliner Korrosion.

## Mechanische Eigenschaften

### Tabelle
| Numerisch: Anhang | Kurzzeichen  | Zustand                                                                              | Dehngrenze [N/mm²] | Zugfestigkeit [N/mm²] | Bruchdehnung [%] | Brinellhärte    | Vickershärte    | Biegewechsel- festigkeit [N/mm²] | E-Modul [N/mm²] |
| ----------------- | ------------ | ------------------------------------------------------------------------------------ | ------------------ | --------------------- | ---------------- | --------------- | --------------- | -------------------------------- | --------------- |
| 5005              | AlMg1(B)     | - O (weichgeglüht) - HX2 (kaltverfestigt, 1/4-hart) - HX4 (kaltverfestigt, 1/2-hart) | - 45 - 125 - 145   | - 120 - 140 - 160     | - 27 - 13 - 12   | - 30 - 40 - 45  | - 46 - 50 - 55  | - 80                             | 69500           |
| 5052              | AlMg2,5      | - O - HX2 - HX4                                                                      | - 90 - 175 - 200   | - 195 - 225 - 250     | - 25 - 15 - 14   | - 50 - 65 - 70  | - 50 - 70 - 75  | - 105 - 110 - 120                | 70.000          |
| 5083              | AlMg4,5Mn0,7 | - O - HX2 - HX4                                                                      | - 145 - 240 - 275  | - 300 - 330 - 360     | - 23 - 17 - 16   | - 70 - 90 - 100 | - 75 - 95 - 105 | - 140                            | 71.000          |
| 5454              | AlMg3Mn      | - O - HX2 - HX4                                                                      | - 110 - 205 - 235  | - 235 - 265 - 290     | - 25 - 15 - 14   | - 60 - 75 - 80  | - 60 - 80 - 85  | - 115 - 120 - 130                | 70.500          |

### Festigkeiten und Bruchdehnung im Zugversuch
Die Festigkeit wird durch zulegieren von Magnesium gesteigert. Bei geringen Mg-Gehalten fällt die Festigkeitssteigerung relativ stark aus bei höheren Gehalten fällt sie immer schwächer aus. Magnesium steigert die Festigkeit jedoch gegenüber anderen Elementen sehr effizient; pro % Mg, fällt sie also stärker aus als bei alternativen Elementen. Bereits bei mittleren Mg-Gehalten fällt die Festigkeitssteigerung durch zulegieren von Mangan höher aus als durch zusätzliches Magnesium, was auch ein Grund dafür ist, dass die meisten AlMg-Legierungen noch Mangan enthalten. Als Grund für die hohe Festigkeitssteigerung von Magnesium wird die hohe Bindungsenergie von Leerstellen an Mg-Atome genannt. Diese Leerstellen liegen dann nicht mehr als freie Leerstellen vor. Diese sind jedoch für plastische Verformung günstig.: S. 106
Die Dehngrenze nimmt mit steigendem Mg-Gehalt linear zu von etwa 45 N/mm² bei 1 % Mg auf etwa 120 N/mm² bei 4 % Mg. Die Zugfestigkeit nimmt auch linear zu, jedoch mit größerer Steigung. Bei 1 % Mg beträgt sie etwa 60 N/mm², bei 4 % Mg 240 N/mm².
Für die Bruchdehnung gibt es unterschiedliche Aussagen: Forschungen an Legierungen auf Reinstbasis, zeigen steigende Bruchdehnung von etwa 20 % Dehnung bei 1 % Mg auf 30 % bei 5 % Mg.: S. 105 ;  Teilweise ist in der Literatur auch eine u-förmige Kurve für die Bruchdehnung zu finden: Zunächst fällt sie stark von 38 % Dehnung und 1 % Mg auf 34 % Dehnung und etwa 1,8 % Mg, erreicht bei 3 % Mg ein Minimum mit nur noch 32 % Dehnung um dann wieder zu steigen auf etwa 35 % Dehnung bei 5 % Mg.
Die Fließkurven für AlMg zeigen das für metallische Werkstoffe typische Verhalten der Steigerung der Fließspannung mit der wahren Dehnung bzw. dem Umformgrad. Bei allen Legierungen fällt die Steiguerung bei geringen Dehnungen relativ stark aus und bei höheren Dehnungen geringer. Die Kurven für höher legierte Sorten liegen jedoch immer über den niedriglegierten. Bei einer wahren Dehnung von 0,2 weist AlMg0,5 beispielsweise eine Fließspannung von etwa 100 N/mm² auf, AlMg1 eine von 150 N/mm², AlMg3 von 230 N/mm² und AlMg4,5Mn0,4 von etwa 300 N/mm². Je höher der Legierungsgehalt und je größer die Dehnung ist, desto größer ist der dabei auftretende PLC-Effekt und der Lüderseffekt.: S. 107

### Einfluss der Korngröße
Bei Reinaluminium hat die Korngröße einen für Metalle geringen Einfluss auf die Festigkeit. Bei Legierungen nimmt der Einfluss mit dem Legierungsgehalt zu. Bei 5 % Mg erreichen Werkstoffe mit Korngrößen von 50 µm Gleichmaßdehnungen von etwa 0,25, bei 250 µm liegen sie bei etwa 0,28. AlMg8 erreicht bei 200 µm Korndurchmesser schon Gleichmaßdehnungen von 0,3. Mit steigender Korngröße nimmt sowohl die Lüdersdehnung als auch der Lüderseffekt ab.: S. 109

### Kaltentfestigung und Wärmebehandlung
Bei sehr hohen Umformgraden mit stark kaltverfestigten Legierungen kann es auch bei Raumtemperatur zu einer Entfestigung kommen. In einer Langzeitstudie über 50 Jahre konnte bis Ende eine Abnahme der Festigkeit gemessen werden. Die Abnahme fällt umso größer aus je höher der Umformgrad ist und je höher der Legierungsgehalt ist. Die Entfestigung selbst ist zu Beginn stark ausgeprägt und lässt schnell stark nach. Durch eine Stabilisierungsglühung bei etwa 120 °C bis 170 °C über mehrere Stunden kann der Effekt vermieden werden.: S. 110